# Radovan Pankov
Radovan Pankov (in serbo Радован Панков?; Novi Sad, 5 agosto 1995) è un calciatore serbo, difensore del Legia Varsavia.

## Caratteristiche tecniche
È un difensore centrale che può giocare anche sulla destra.

## Carriera

### Club
Cresciuto nelle giovanili del Vojvodina, il 10 maggio 2014 debutta giocando da titolare la gara persa per 1-0 contro il Jagodina. Il 6 giugno 2016 viene acquistato a titolo definitivo, per circa 300.000 euro, dall'Ural, firmando un contratto a lungo termine, con cui indosserà la maglia numero 13.

### Nazionale
Ha giocato nella nazionale serba Under-19.
Nel 2015 è stato convocato dalla nazionale serba Under-20 per i vittoriosi Mondiali Under-20.

## Palmarès

### Club

#### Competizioni nazionali
- Coppa di Serbia: 3

Vojvodina: 2013-2014
Stella Rossa: 2020-2021, 2021-2022
- Coppa di Cipro: 1

AEK Larnaca: 2017-2018
- Campionato serbo: 3

Stella Rossa: 2019-2020, 2020-2021, 2021-2022
- Supercoppa di Polonia: 1

Legia Varsavia: 2023
- Coppa di Polonia: 1

Legia Varsavia: 2024-2025

### Nazionale
- Campionato mondiale di calcio Under-20: 1

Nuova Zelanda 2015